# Letalnica bratov Gorišek
Die Letalnica bratov Gorišek [ˈleːtalnitsa ˈbratow ˈɡɔriʃɛk] (deutsch Flugschanze der Gebrüder Gorišek), meist nur kurz Letalnica genannt, ist gemessen am Schanzenrekord die größte Skiflugschanze der Welt. Sie wurde 1969 eröffnet und befindet sich im slowenischen Planica.
Auf der Letalnica fanden bisher sieben Skiflug-Weltmeisterschaften statt. Seit den 1990er-Jahren ist sie, mit wenigen Ausnahmen, die traditionell und regelmäßig letzte Station einer Skisprung-Weltcup-Saison. Auf der Schanze wurden bisher 29 Skiflugweltrekorde aufgestellt. Während zunächst verschiedene Flugschanzen an der Entwicklung des Weltrekords beteiligt waren, wurde er von 1986 bis 2011, als Matti Nykänen 191 Meter weit flog, immer auf der Letalnica aufgestellt. Am 30. März 2025 stellte Domen Prevc mit 254,5 Metern einen neuen Weltrekord auf, nachdem seit 2011 alle Weltrekorde auf dem Vikersundbakken aufgestellt worden waren.

## Geschichte
In Planica wurde bereits vor 1930 die erste Skisprungschanze gebaut. 1934 wurde von Stanko Bloudek die Bloudkova-velikanka-Schanze (deutsch Bloudeks Großschanze), die erste Großschanze der Welt, die damals noch als Flugschanze galt, eröffnet. Auf dieser Schanze wurde mehrfach der Skiflugweltrekord verbessert. Nachdem jedoch weltweit die Schanzen immer größer geworden und große, moderne Skiflugschanzen entstanden waren, entschloss man sich in den 1960er Jahren in Planica nachzuziehen. Da eine Vergrößerung der alten Schanze nicht möglich war, konstruierten die Brüder Vlado (1925–1997) und Janez Gorišek (1933–2023) unweit der alten Schanze die neue Flugschanze, weil sie die Tradition von Bloudek fortsetzen wollten. Während des Baus arbeitete Janez noch in Libyen, wo er Pläne zeichnete, daher war sein älterer Bruder Vlado voll verantwortlich für die Baustelle. Die Bauarbeiten begannen 1967 und wurden Ende 1968 abgeschlossen. Anfangs befand sich der Baupunkt bei K153 mit einem 145 Meter langen Einlauf.

### 1969: Eröffnung der neuen Schanze mit fünf Weltrekorden
Am 6. März 1969, zwei Wochen vor der offiziellen Eröffnung, wurde ein Bergtest durchgeführt. Der Heimspringer Miro Oman machte einen ersten Testsprung und landete bei 135 Metern. Diese wurde am 21. März 1969 vor 90.000 Zuschauenden offiziell eröffnet. Am Eröffnungswochenende wurde der Skiflugweltrekord fünf Mal verbessert.

### 1985: Rekordbesuch bei Nykänens Flug auf 191 Metern
Anlässlich des 50-jährigen Jubiläums von Planica beschloss das Organisationskomitee, den Hügel zu modernisieren. Im Sommer und Herbst 1984 wurden umfangreiche Renovierungsarbeiten durchgeführt, bei denen Mitarbeiter der jugoslawischen Armee, Freiwillige und verschiedene Arbeitsorganisationen unter dem Kommando der Brüder Gorišek auf der Baustelle halfen. 1.500 Kubikmeter Material wurden ausgegraben und in die Landezone gefüllt. Sie gruben auch 300 Kubikmeter Material aus dem Einlauf aus. Der alte Holzturm wurde durch einen Stahlturm ersetzt, und der Starttisch wurde fünf Meter zurückgeschoben.
Im Jahr 1985 war Planica Austragungsort der achten Skiflug-Weltmeisterschaft mit dem höchsten Besucherrekord aller Zeiten von insgesamt 150.000 Personen und dem Einzelereignisrekord von 80.000 Personen. Drei Weltrekorde wurden während des offiziellen Trainings am 15. März von Mike Holland (186 Meter) und Matti Nykänen (187 und 191 Meter) aufgestellt. Nykänen hat auch die Weltmeisterschaft gewonnen.
Im nächsten Jahr wurde vom Internationalen Skiverband eine neue Regel eingeführt, die aus Sicherheitsgründen keine zusätzlichen Punkte für Sprünge über 191 Meter anerkannte und vergab.

### 1987: Der letzte Weltrekord im Parallelstil
Im Jahr 1987 war Letalnica Gastgeber des ersten Weltcup-Wettbewerbs. Am 13. März, am offiziellen Trainingstag, berührte Andreas Felder den Boden in einer Weltrekordentfernung von 192 Metern. Am ersten Wettkampftag, am 14. März, stellte der polnische Skispringer Piotr Fijas den letzten Weltrekord im Parallelstil auf, als er in der dritten Runde 194 Meter sprang, die annulliert und unmittelbar nach seinem Sprung wiederholt wurde. Dann sprang Felder 191 Meter. Am 15. März, dem letzten Tag, sprang Vegard Opaas in der dritten Runde 193 Meter weit, was unmittelbar danach annulliert wurde und der Wettbewerb mit einem offiziellen Sprung im Endergebnis endete. Der Weltrekord von Fijas wurde sieben Jahre später beim FIS-Herbsttreffen offiziell anerkannt.

### 1991: Kiesewetter mit 196 Metern und Gebstedt steht 190 Meter
Am 23. März 1991 berührte André Kiesewetter in der zweiten Runde den Boden in einer Weltrekordentfernung von 196 Metern. In der dritten Runde landeten Stephan Zünd und Kiesewetter bei 191 Metern. Am nächsten Tag landete Ralph Gebstedt in der dritten Runde bei 190 Metern und gewann seinen ersten und einzigen Weltcup-Wettbewerb.

### 1994: Erster Mensch über 200 Meter
Am 17. März 1994 sprang Andreas Goldberger in Planica als erster Mensch über 200 Meter, konnte den Sprung jedoch nicht stehen. Der erste offizielle „Zweihunderter“ wird daher Toni Nieminen angerechnet, der am selben Tag einen Sprung auf 203 Meter stand.

### 2003: Erster Flug über 230 Meter
Beim Wettbewerb im Jahr 2003 verbesserte Matti Hautamäki den Weltrekord am 22. März erst auf 228,5 Meter und am Folgetag auf 231 Meter.

### 2005: Der Sonntag mit vier Weltrekorden in der Endrunde
2005 wurde hier von Bjørn Einar Romøren mit 239 Metern ein neuer Schanzenrekord aufgestellt, der auch bis zum 11. Februar 2011 der Skiflugweltrekord war. Am selben Tag gelang dem Finnen Janne Ahonen mit 240 Metern ein noch weiterer Flug, allerdings konnte er den Sprung nicht stehen, weshalb der Sprung nicht als Weltrekord gewertet wurde.
An der Schanze werden regelmäßig kleinere Umbauten vorgenommen, um immer den aktuellen Bedürfnissen zu entsprechen. Im Jahr 2013 wurde die Schanze soweit umgebaut, dass Sprünge auf 250 Meter möglich sind, sodass der Weltrekord wieder nach Planica zurückgeholt werden könnte. In den kommenden Jahren sollen dann sogar Sprünge auf bis zu 270 Meter möglich werden, was allerdings kontrovers diskutiert wird. Beim ersten Weltcup auf der umgebauten Schanze am 20. März 2015 stellte Peter Prevc mit einem Sprung auf 248,5 Meter einen neuen Schanzenrekord auf. Seit dem 30. März 2025 hält Domen Prevc den Schanzenrekord mit 254,5 Metern, was den aktuellen Weltrekord bedeutet.

## Der Name der Schanze
Die Schanze hieß ursprünglich Velikanka (deut. Großschanze oder schlicht Große) und wurde zur Skiflug-WM 2004 in Letalnica bratov Gorišek (deutsch Flugschanze der Gebrüder Gorišek) umbenannt, womit ihre Erbauer Lado (1925–1997) und Janez Gorišek (1933–2023) gewürdigt wurden.

## Technische Daten

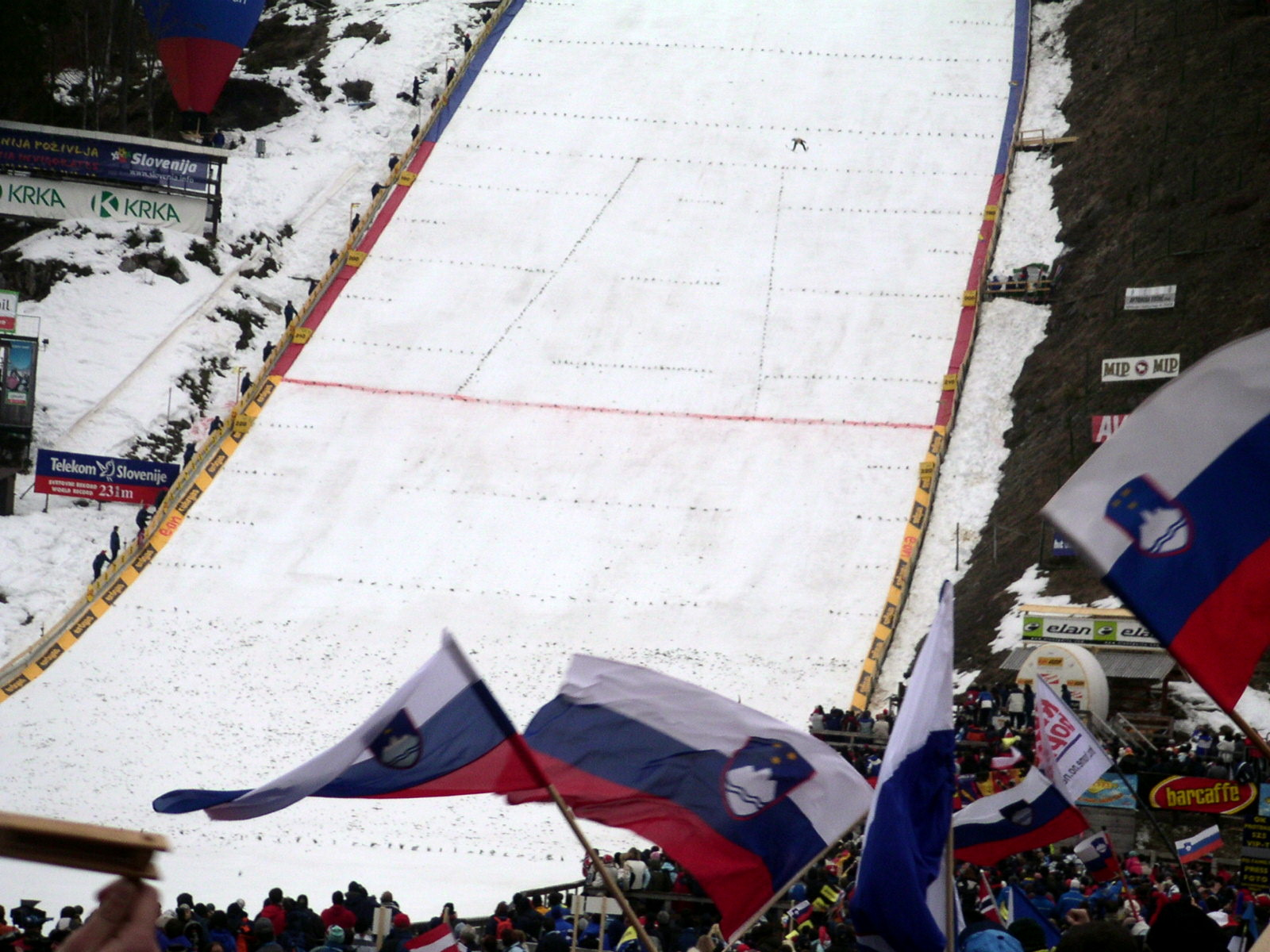
Markierung der Hillsize (durchgezogene rote Linie) am Aufsprunghang

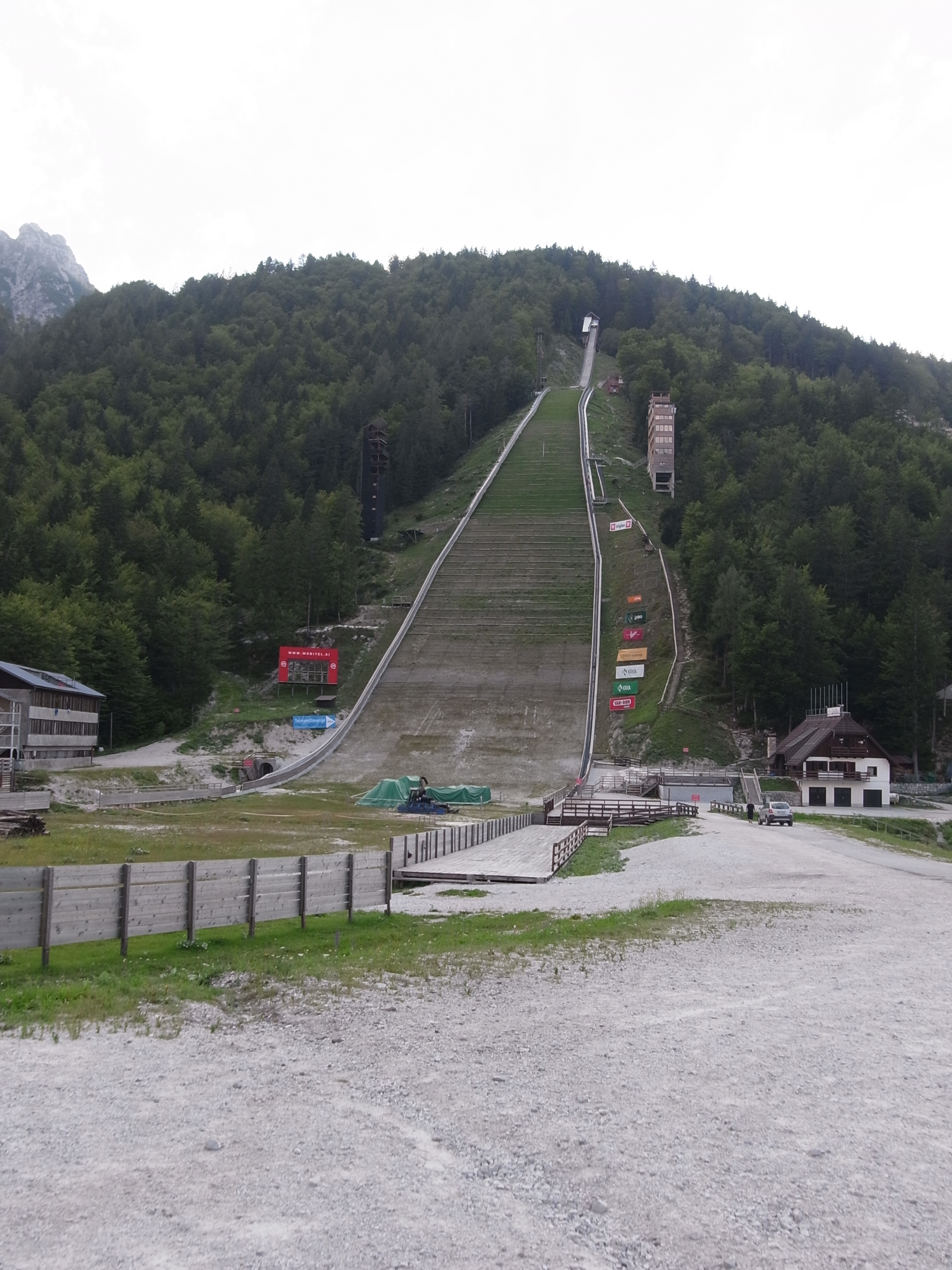
Die Flugschanze im Sommer (2012)

| Letalnica bratov Gorišek        | Letalnica bratov Gorišek |
| Anlauf                          | Anlauf                   |
| ------------------------------- | ------------------------ |
| Anlauflänge                     | 123,8 m                  |
| Neigung des Anlaufs (γ)         | 35°                      |
| Anlaufgeschwindigkeit           | ca. 109 km/h             |
| Schanzentisch                   |                          |
| Tischhöhe                       | 2,00 m                   |
| Tischlänge                      | 8,75 m                   |
| Neigung des Schanzentisches (α) | 11,25°                   |
| Aufsprung                       |                          |
| Hillsize                        | 240 m                    |
| Konstruktionspunkt              | 200 m                    |
| Juryweite                       | 240 m                    |
| K-Punkt Neigungswinkel (β)      | 33°                      |

## Sonstiges
Jedes Mal, wenn ein Springer über 200 Meter sprang, wurde das Lied „Planica“ der Gruppe Avsenik gespielt. Seit der Saison 2011/12 kommt es nur noch bei Weiten von über 215 Meter zum Einsatz, da 200-Meter-Sprünge mittlerweile sehr häufig vorkommen. In der Saison 2016/17 wurde das Lied nur bei Flügen über die 225-Meter-Marke abgespielt. Für die Saison 2018/19 lag die Grenze bei 230 Metern, zur Saison 2021/22 wurde sie auf die Hillsize von 240 Metern angehoben.
Seit 1997 wird das Instrumentallied "Planica slow motion music" in Zeitlupen gespielt, das vom slowenischen Komponisten Jani Golob geschrieben wurden.
Bis zum Wettbewerb im Jahr 1994 wurde als Zeitlupenmusik das Stück "Andromeda" von Miha Kralj eingespielt.

## Entwicklung des Schanzenrekords
| Datum         | Name                 | Weite   |
| ------------- | -------------------- | ------- |
| 6. März 1969  | Miro Oman (premiere) | 135,0 m |
| 21. März 1969 | Jürgen Dommerich     | 137,0 m |
| 21. März 1969 | Lars Grini           | 146,0 m |
| 21. März 1969 | Jiří Raška           | 148,0 m |
| 21. März 1969 | Horst Queck          | 149,0 m |
| 21. März 1969 | Josef Matouš         | 151,0 m |
| 21. März 1969 | Bjørn Wirkola        | 156,0 m |
| 22. März 1969 | Jiří Raška           | 156,0 m |
| 22. März 1969 | Bjørn Wirkola        | 160,0 m |
| 22. März 1969 | Jiří Raška           | 164,0 m |
| 23. März 1969 | Manfred Wolf         | 165,0 m |
| 15. März 1974 | Walter Steiner       | 169,0 m |
| 15. März 1974 | Walter Steiner       | 177,0 m |
| 18. März 1977 | Reinhold Bachler     | 169,0 m |
| 19. März 1977 | Reinhold Bachler     | 172,0 m |
| 20. März 1977 | Bogdan Norčič        | 181,0 m |
| 17. März 1979 | Axel Zitzmann        | 179,0 m |
| 18. März 1979 | Klaus Ostwald        | 175,0 m |
| 18. März 1979 | Klaus Ostwald        | 176,0 m |
| 15. März 1985 | Mike Holland         | 186,0 m |
| 15. März 1985 | Matti Nykänen        | 187,0 m |
| 15. März 1985 | Matti Nykänen        | 191,0 m |
| 13. März 1987 | Andreas Felder       | 192,0 m |
| 14. März 1987 | Piotr Fijas          | 194,0 m |
| 23. März 1991 | André Kiesewetter    | 196,0 m |
| 17. März 1994 | Martin Höllwarth     | 196,0 m |
| 17. März 1994 | Andreas Goldberger   | 202,0 m |
| 17. März 1994 | Toni Nieminen        | 203,0 m |
| 18. März 1994 | Christof Duffner     | 207,0 m |
| 18. März 1994 | Espen Bredesen       | 209,0 m |

| Datum         | Name                  | Weite   |
| ------------- | --------------------- | ------- |
| 22. März 1997 | Espen Bredesen        | 210,0 m |
| 22. März 1997 | Lasse Ottesen         | 212,0 m |
| 22. März 1997 | Dieter Thoma          | 213,0 m |
| 19. März 1999 | Martin Schmitt        | 219,0 m |
| 19. März 1999 | Martin Schmitt        | 214,5 m |
| 20. März 1999 | Tommy Ingebrigtsen    | 219,5 m |
| 16. März 2000 | Thomas Hörl           | 224,5 m |
| 18. März 2000 | Andreas Goldberger    | 225,0 m |
| 20. März 2003 | Adam Małysz           | 225,0 m |
| 20. März 2003 | Matti Hautamäki       | 227,5 m |
| 21. März 2003 | Veli-Matti Lindström  | 232,5 m |
| 22. März 2003 | Matti Hautamäki       | 228,5 m |
| 23. März 2003 | Matti Hautamäki       | 231,0 m |
| 17. März 2005 | Andreas Widhölzl      | 234,5 m |
| 20. März 2005 | Tommy Ingebrigtsen    | 231,0 m |
| 20. März 2005 | Bjørn Einar Romøren   | 234,5 m |
| 20. März 2005 | Matti Hautamäki       | 235,5 m |
| 20. März 2005 | Bjørn Einar Romøren   | 239,0 m |
| 20. März 2005 | Janne Ahonen          | 240,0 m |
| 20. März 2015 | Michael Hayböck       | 241,5 m |
| 20. März 2015 | Michael Hayböck       | 242,0 m |
| 20. März 2015 | Peter Prevc           | 248,5 m |
| 16. März 2016 | Tilen Bartol          | 252,0 m |
| 25. März 2017 | Robert Johansson      | 250,0 m |
| 25. März 2017 | Stefan Kraft          | 251,0 m |
| 25. März 2017 | Kamil Stoch           | 251,5 m |
| 22. März 2018 | Gregor Schlierenzauer | 253,5 m |
| 24. März 2019 | Ryōyū Kobayashi       | 252,0 m |
| 30. März 2025 | Domen Prevc           | 254,5 m |

## Internationale Wettbewerbe
Genannt werden alle von der FIS organisierten Sprungwettbewerbe.
| Datum                 | Kategorie                           | Schanze | 1. Platz | 2. Platz | 3. Platz |
| --------------------- | ----------------------------------- | ------- | --- | --- | --- |
| 21.–23. März 1969     | K.O.P. Internationale Skiflug Woche | K153    | Jiří Raška                                                                                                   | Bjørn Wirkola                                                                                                | Manfred Wolf                                                                                                 |
| 25. März 1972         | Skiflug-Weltmeisterschaft           | K165    | Walter Steiner                                                                                               | Heinz Wosipiwo                                                                                               | Jiří Raška                                                                                                   |
| 15.–17. März 1974     | K.O.P. Internationale Skiflug Woche | K165    | Walter Steiner                                                                                               | Esko Rautionaho                                                                                              | Dag Fossum                                                                                                   |
| 18.–20. März 1977     | K.O.P. Internationale Skiflug Woche | K165    | Reinhold Bachler                                                                                             | Thomas Meisinger                                                                                             | Ladislav Jirásko                                                                                             |
| 17.–18. März 1979     | Skiflug-Weltmeisterschaft           | K165    | Armin Kogler                                                                                                 | Axel Zitzmann                                                                                                | Piotr Fijas                                                                                                  |
| 17. März 1985         | Skiflug-Weltmeisterschaft           | K185    | Matti Nykänen                                                                                                | Jens Weißflog                                                                                                | Pavel Ploc                                                                                                   |
| 14. März 1987         | Weltcup                             | K185    | Andreas Felder                                                                                               | Ole Gunnar Fidjestøl                                                                                         | Thomas Klauser                                                                                               |
| 15. März 1987         | Weltcup                             | K185    | Ole Gunnar Fidjestøl                                                                                         | Matjaž Zupan                                                                                                 | Piotr Fijas                                                                                                  |
| 23. März 1991         | Weltcup                             | K185    | Staffan Tällberg                                                                                             | Stephan Zünd                                                                                                 | André Kiesewetter                                                                                            |
| 24. März 1991         | Weltcup                             | K185    | Ralph Gebstedt                                                                                               | Stefan Horngacher                                                                                            | Dieter Thoma                                                                                                 |
| 19. März 1994         | Weltcup & Skiflug-Weltmeisterschaft | K185    | Erster Skiflug-WM-Tag und Weltcuptag wegen starkem Wind abgesagt; es zählte nur das Ereignis am nächsten Tag | Erster Skiflug-WM-Tag und Weltcuptag wegen starkem Wind abgesagt; es zählte nur das Ereignis am nächsten Tag | Erster Skiflug-WM-Tag und Weltcuptag wegen starkem Wind abgesagt; es zählte nur das Ereignis am nächsten Tag |
| 20. März 1994         | Weltcup & Skiflug-Weltmeisterschaft | K185    | Jaroslav Sakala                                                                                              | Espen Bredesen                                                                                               | Roberto Cecon                                                                                                |
| 22. März 1997         | Weltcup                             | K185    | Takanobu Okabe                                                                                               | Kazuyoshi Funaki                                                                                             | Jani Soininen                                                                                                |
| 23. März 1997         | Weltcup                             | K185    | Akira Higashi                                                                                                | Primož Peterka                                                                                               | Lasse Ottesen                                                                                                |
| 19. März 1999         | Weltcup                             | K185    | Martin Schmitt                                                                                               | Kazuyoshi Funaki                                                                                             | Christof Duffner                                                                                             |
| 20. März 1999         | Weltcup                             | K185    | Hideharu Miyahira                                                                                            | Martin Schmitt                                                                                               | Noriaki Kasai                                                                                                |
| 21. März 1999         | Weltcup                             | K185    | Noriaki Kasai                                                                                                | Hideharu Miyahira                                                                                            | Martin Schmitt                                                                                               |
| 18. März 2000         | Weltcup                             | K185    | DeutschlandSven Hannawald Hansjörg Jäkle Martin Schmitt Michael Uhrmann                                      | FinnlandVille Kantee Risto Jussilainen Jani Soininen Janne Ahonen                                            | JapanTakanobu Okabe Kazuyoshi Funaki Hideharu Miyahira Noriaki Kasai                                         |
| 19. März 2000         | Weltcup                             | K185    | Sven Hannawald                                                                                               | Janne Ahonen                                                                                                 | Andreas Goldberger                                                                                           |
| 17. März 2001         | Weltcup                             | K185    | FinnlandJussi Hautamäki Risto Jussilainen Tami Kiuru Veli-Matti Lindström                                    | ÖsterreichWolfgang Loitzl Andreas Goldberger Martin Koch Stefan Horngacher                                   | JapanHideharu Miyahira Kazuya Yoshioka Masahiko Harada Noriaki Kasai                                         |
| 18. März 2001         | Weltcup                             | K185    | Martin Schmitt                                                                                               | Risto Jussilainen                                                                                            | Tommy Ingebrigtsen                                                                                           |
| 23. März 2002         | Weltcup                             | K185    | FinnlandMatti Hautamäki Veli-Matti Lindström Risto Jussilainen Janne Ahonen                                  | DeutschlandChristof Duffner Martin Schmitt Michael Uhrmann Sven Hannawald                                    | ÖsterreichMartin Koch Andreas Widhölzl Andreas Goldberger Wolfgang Loitzl                                    |
| 24. März 2002         | Weltcup                             | K185    | Wettkampf wegen starkem Wind abgebrochen                                                                     | Wettkampf wegen starkem Wind abgebrochen                                                                     | Wettkampf wegen starkem Wind abgebrochen                                                                     |
| 21. März 2003         | Weltcup                             | K185    | FinnlandVeli-Matti Lindström Janne Ahonen Tami Kiuru Matti Hautamäki                                         | NorwegenHenning Stensrud Bjørn Einar Romøren Roar Ljøkelsøy Tommy Ingebrigtsen                               | ÖsterreichThomas Morgenstern Stefan Thurnbichler Florian Liegl Andreas Widhölzl                              |
| 22. März 2003         | Weltcup                             | K185    | Matti Hautamäki                                                                                              | Adam Małysz                                                                                                  | Martin Höllwarth                                                                                             |
| 23. März 2003         | Weltcup                             | K185    | Matti Hautamäki                                                                                              | Sven Hannawald                                                                                               | Hideharu Miyahira                                                                                            |
| 21. Februar 2004      | Skiflug-Weltmeisterschaft           | K185    | Roar Ljøkelsøy                                                                                               | Janne Ahonen                                                                                                 | Tami Kiuru                                                                                                   |
| 22. Februar 2004      | Skiflug-Weltmeisterschaft           | K185    | NorwegenBjørn Einar Romøren Sigurd Pettersen Tommy Ingebrigtsen Roar Ljøkelsøy                               | FinnlandTami Kiuru Veli-Matti Lindström Matti Hautamäki Janne Ahonen                                         | ÖsterreichAndreas Widhölzl Andreas Goldberger Wolfgang Loitzl Thomas Morgenstern                             |
| 19. März 2005         | Weltcup                             | HS215   | Matti Hautamäki                                                                                              | Andreas Widhölzl                                                                                             | Bjørn Einar Romøren                                                                                          |
| 20. März 2005         | Weltcup                             | HS215   | Bjørn Einar Romøren                                                                                          | Roar Ljøkelsøy                                                                                               | Andreas Widhölzl                                                                                             |
| 18. März 2006         | Weltcup                             | HS215   | Bjørn Einar Romøren                                                                                          | Roar Ljøkelsøy                                                                                               | Martin Koch                                                                                                  |
| 19. März 2006         | Weltcup                             | HS215   | Janne Happonen                                                                                               | Martin Koch                                                                                                  | Robert Kranjec                                                                                               |
| 23. März 2007         | Weltcup                             | HS215   | Adam Małysz                                                                                                  | Simon Ammann                                                                                                 | Jernej Damjan                                                                                                |
| 24. März 2007         | Weltcup                             | HS215   | Adam Małysz                                                                                                  | Anders Jacobsen                                                                                              | Martin Koch                                                                                                  |
| 25. März 2007         | Weltcup                             | HS215   | Adam Małysz                                                                                                  | Simon Ammann                                                                                                 | Martin Koch                                                                                                  |
| 14. März 2008         | Weltcup                             | HS215   | Gregor Schlierenzauer                                                                                        | Janne Ahonen                                                                                                 | Bjørn Einar Romøren                                                                                          |
| 15. März 2008         | Weltcup                             | HS215   | NorwegenTom Hilde Anders Jacobsen Anders Bardal Bjørn Einar Romøren                                          | FinnlandJanne Happonen Matti Hautamäki Jussi Hautamäki Janne Ahonen                                          | ÖsterreichMartin Koch Thomas Morgenstern Andreas Kofler Gregor Schlierenzauer                                |
| 16. März 2008         | Weltcup                             | HS215   | Gregor Schlierenzauer                                                                                        | Martin Koch                                                                                                  | Janne Happonen                                                                                               |
| 20. März 2009         | Weltcup                             | HS215   | Gregor Schlierenzauer                                                                                        | Adam Małysz                                                                                                  | Dmitri Wassiljew                                                                                             |
| 21. März 2009         | Weltcup                             | HS215   | NorwegenTom Hilde Johan Remen Evensen Anders Jacobsen Anders Bardal                                          | PolenKamil Stoch Łukasz Rutkowski Stefan Hula Adam Małysz                                                    | RusslandDenis Kornilow Pawel Karelin Ilja Rosljakow Dmitri Wassiljew                                         |
| 22. März 2009         | Weltcup                             | HS215   | Harri Olli                                                                                                   | Adam Małysz                                                                                                  | Simon Ammann Robert Kranjec                                                                                  |
| 19.–20. März 2010     | Skiflug-Weltmeisterschaft           | HS215   | Simon Ammann                                                                                                 | Gregor Schlierenzauer                                                                                        | Anders Jacobsen                                                                                              |
| 21. März 2010         | Skiflug-Weltmeisterschaft           | HS215   | ÖsterreichWolfgang Loitzl Thomas Morgenstern Martin Koch Gregor Schlierenzauer                               | NorwegenAnders Jacobsen Anders Bardal Johan Remen Evensen Bjørn Einar Romøren                                | FinnlandJanne Happonen Olli Muotka Matti Hautamäki Harri Olli                                                |
| 18. März 2011         | Weltcup                             | HS215   | Gregor Schlierenzauer                                                                                        | Thomas Morgenstern                                                                                           | Martin Koch                                                                                                  |
| 19. März 2011         | Weltcup                             | HS215   | ÖsterreichThomas Morgenstern Andreas Kofler Martin Koch Gregor Schlierenzauer                                | NorwegenAnders Bardal Johan Remen Evensen Bjørn Einar Romøren Tom Hilde                                      | SlowenienPeter Prevc Jernej Damjan Jurij Tepeš Robert Kranjec                                                |
| 20. März 2011         | Weltcup                             | HS215   | Kamil Stoch                                                                                                  | Robert Kranjec                                                                                               | Adam Małysz                                                                                                  |
| 16. März 2012         | Weltcup                             | HS215   | Robert Kranjec                                                                                               | Simon Ammann                                                                                                 | Martin Koch                                                                                                  |
| 17. März 2012         | Weltcup                             | HS215   | ÖsterreichThomas Morgenstern Andreas Kofler Gregor Schlierenzauer Martin Koch                                | NorwegenRune Velta Anders Fannemel Bjørn Einar Romøren Anders Bardal                                         | DeutschlandMaximilian Mechler Severin Freund Andreas Wank Richard Freitag                                    |
| 18. März 2012         | Weltcup                             | HS215   | Martin Koch                                                                                                  | Simon Ammann                                                                                                 | Robert Kranjec                                                                                               |
| 22. März 2013         | Weltcup                             | HS215   | Gregor Schlierenzauer                                                                                        | Peter Prevc                                                                                                  | Piotr Żyła                                                                                                   |
| 23. März 2013         | Weltcup                             | HS215   | SlowenienJurij Tepeš Peter Prevc Andraž Pograjc Robert Kranjec                                               | NorwegenRune Velta Kim René Elverum Sorsell Anders Bardal Andreas Stjernen                                   | ÖsterreichWolfgang Loitzl Stefan Kraft Martin Koch Gregor Schlierenzauer                                     |
| 24. März 2013         | Weltcup                             | HS215   | Jurij Tepeš                                                                                                  | Rune Velta                                                                                                   | Peter Prevc                                                                                                  |
| 20. März 2015         | Weltcup                             | HS225   | Peter Prevc                                                                                                  | Jurij Tepeš                                                                                                  | Stefan Kraft                                                                                                 |
| 21. März 2015         | Weltcup                             | HS225   | SlowenienJurij Tepeš Anže Semenič Robert Kranjec Peter Prevc                                                 | ÖsterreichStefan Kraft Michael Hayböck Manuel Fettner Gregor Schlierenzauer                                  | NorwegenJohann André Forfang Kenneth Gangnes Anders Fannemel Rune Velta                                      |
| 22. März 2015         | Weltcup                             | HS225   | Jurij Tepeš                                                                                                  | Peter Prevc                                                                                                  | Rune Velta                                                                                                   |
| 17. März 2016         | Weltcup                             | HS225   | Peter Prevc                                                                                                  | Johann André Forfang                                                                                         | Robert Kranjec                                                                                               |
| 18. März 2016         | Weltcup                             | HS225   | Robert Kranjec                                                                                               | Peter Prevc                                                                                                  | Johann André Forfang                                                                                         |
| 19. März 2016         | Weltcup                             | HS225   | NorwegenDaniel-André Tande Anders Fannemel Kenneth Gangnes Johann André Forfang                              | SlowenienJurij Tepeš Anže Semenič Robert Kranjec Peter Prevc                                                 | ÖsterreichStefan Kraft Manuel Poppinger Manuel Fettner Michael Hayböck                                       |
| 20. März 2016         | Weltcup                             | HS225   | Peter Prevc                                                                                                  | Robert Kranjec                                                                                               | Johann André Forfang                                                                                         |
| 24. März 2017         | Weltcup                             | HS225   | Stefan Kraft                                                                                                 | Andreas Wellinger                                                                                            | Markus Eisenbichler                                                                                          |
| 25. März 2017         | Weltcup                             | HS225   | NorwegenRobert Johansson Johann André Forfang Anders Fannemel Andreas Stjernen                               | DeutschlandMarkus Eisenbichler Richard Freitag Karl Geiger Andreas Wellinger                                 | PolenPiotr Żyła Dawid Kubacki Maciej Kot Kamil Stoch                                                         |
| 26. März 2017         | Weltcup                             | HS225   | Stefan Kraft                                                                                                 | Andreas Wellinger                                                                                            | Noriaki Kasai                                                                                                |
| 23. März 2018         | Weltcup (Planica 7)                 | HS240   | Kamil Stoch                                                                                                  | Johann André Forfang                                                                                         | Stefan Kraft                                                                                                 |
| 24. März 2018         | Weltcup (Planica 7)                 | HS240   | NorwegenDaniel-André Tande Andreas Stjernen Robert Johansson Johann André Forfang                            | DeutschlandMarkus Eisenbichler Stephan Leyhe Andreas Wellinger Richard Freitag                               | SlowenienDomen Prevc Robert Kranjec Anže Semenič Peter Prevc                                                 |
| 25. März 2018         | Weltcup (Planica 7)                 | HS240   | Kamil Stoch                                                                                                  | Stefan Kraft                                                                                                 | Daniel-André Tande                                                                                           |
| 22. März 2019         | Weltcup (Planica 7)                 | HS240   | Markus Eisenbichler                                                                                          | Ryōyū Kobayashi                                                                                              | Piotr Żyła                                                                                                   |
| 23. März 2019         | Weltcup (Planica 7)                 | HS240   | PolenJakub Wolny Kamil Stoch Dawid Kubacki Piotr Żyła                                                        | DeutschlandKarl Geiger Constantin Schmid Richard Freitag Markus Eisenbichler                                 | SlowenienAnže Semenič Peter Prevc Domen Prevc Timi Zajc                                                      |
| 24. März 2019         | Weltcup (Planica 7)                 | HS240   | Ryōyū Kobayashi                                                                                              | Domen Prevc                                                                                                  | Markus Eisenbichler                                                                                          |
| 20.–21. März 2020     | Skiflug-Weltmeisterschaft           | HS240   | Einzelwettbewerb wegen der COVID-19-Pandemie abgesagt; auf Dezember verschoben                               | Einzelwettbewerb wegen der COVID-19-Pandemie abgesagt; auf Dezember verschoben                               | Einzelwettbewerb wegen der COVID-19-Pandemie abgesagt; auf Dezember verschoben                               |
| 22. März 2020         | Skiflug-Weltmeisterschaft           | HS240   | Mannschaftswettbewerb wegen der COVID-19-Pandemie abgesagt; auf Dezember verschoben                          | Mannschaftswettbewerb wegen der COVID-19-Pandemie abgesagt; auf Dezember verschoben                          | Mannschaftswettbewerb wegen der COVID-19-Pandemie abgesagt; auf Dezember verschoben                          |
| 11.–12. Dezember 2020 | Skiflug-Weltmeisterschaft           | HS240   | Karl Geiger                                                                                                  | Halvor Egner Granerud                                                                                        | Markus Eisenbichler                                                                                          |
| 13. Dezember 2020     | Skiflug-Weltmeisterschaft           | HS240   | NorwegenDaniel-André Tande Johann André Forfang Robert Johansson Halvor Egner Granerud                       | DeutschlandConstantin Schmid Pius Paschke Markus Eisenbichler Karl Geiger                                    | PolenPiotr Żyła Andrzej Stękała Kamil Stoch Dawid Kubacki                                                    |
| 25. März 2021         | Weltcup                             | HS240   | Ryōyū Kobayashi                                                                                              | Markus Eisenbichler                                                                                          | Karl Geiger                                                                                                  |
| 26. März 2021         | Weltcup (Planica 7)                 | HS240   | Karl Geiger                                                                                                  | Ryōyū Kobayashi                                                                                              | Bor Pavlovčič                                                                                                |
| 27. März 2021         | Weltcup (Planica 7)                 | HS240   | Mannschaftswettbewerb im ersten Durchgang wegen starkem Wind abgesagt; auf den nächsten Tag verschoben       | Mannschaftswettbewerb im ersten Durchgang wegen starkem Wind abgesagt; auf den nächsten Tag verschoben       | Mannschaftswettbewerb im ersten Durchgang wegen starkem Wind abgesagt; auf den nächsten Tag verschoben       |
| 28. März 2021         | Weltcup (Planica 7)                 | HS240   | DeutschlandPius Paschke Constantin Schmid Markus Eisenbichler Karl Geiger                                    | JapanNaoki Nakamura Junshirō Kobayashi Yukiya Satō Ryōyū Kobayashi                                           | ÖsterreichDaniel Huber Markus Schiffner Stefan Kraft Michael Hayböck                                         |
| 28. März 2021         | Weltcup (Planica 7)                 | HS240   | Karl Geiger                                                                                                  | Ryōyū Kobayashi                                                                                              | Markus Eisenbichler                                                                                          |
| 25. März 2022         | Weltcup (Planica 7)                 | HS240   | Žiga Jelar                                                                                                   | Peter Prevc                                                                                                  | Anže Lanišek                                                                                                 |
| 26. März 2022         | Weltcup (Planica 7)                 | HS240   | SlowenienŽiga Jelar Peter Prevc Timi Zajc Anže Lanišek                                                       | NorwegenMarius Lindvik Bendik Jakobsen Heggli Johann André Forfang Halvor Egner Granerud                     | ÖsterreichMichael Hayböck Daniel Tschofenig Manuel Fettner Stefan Kraft                                      |
| 27. März 2022         | Weltcup (Planica 7)                 | HS240   | Marius Lindvik                                                                                               | Yukiya Satō                                                                                                  | Peter Prevc                                                                                                  |
| 31. März 2023         | Weltcup (Planica 7)                 | HS240   | Einzelwettbewerb wegen starkem Wind abgesagt; auf den nächsten Tag verschoben                                | Einzelwettbewerb wegen starkem Wind abgesagt; auf den nächsten Tag verschoben                                | Einzelwettbewerb wegen starkem Wind abgesagt; auf den nächsten Tag verschoben                                |
| 1. April 2023 1       | Weltcup (Planica 7)                 | HS240   | Stefan Kraft                                                                                                 | Anže Lanišek                                                                                                 | Piotr Żyła                                                                                                   |
| 1. April 2023         | Weltcup (Planica 7)                 | HS240   | ÖsterreichDaniel Tschofenig Michael Hayböck Jan Hörl Stefan Kraft                                            | SlowenienLovro Kos Domen Prevc Timi Zajc Anže Lanišek                                                        | NorwegenJohann André Forfang Bendik Jakobsen Heggli Robert Johansson Halvor Egner Granerud                   |
| 2. April 2023         | Weltcup (Planica 7)                 | HS240   | Timi Zajc | Anže Lanišek                                                                                                 | Stefan Kraft                                                                                                 |
| 22. März 2024         | Weltcup (Planica 7)                 | HS240   | Peter Prevc                                                                                                  | Daniel Huber                                                                                                 | Johann André Forfang                                                                                         |
| 23. März 2024 2       | Weltcup (Planica 7)                 | HS240   | ÖsterreichDaniel Tschofenig Michael Hayböck Stefan Kraft Daniel Huber                                        | SlowenienLovro Kos Domen Prevc Timi Zajc Peter Prevc                                                         | NorwegenRobert Johansson Benjamin Østvold Marius Lindvik Johann André Forfang                                |
| 24. März 2024         | Weltcup (Planica 7)                 | HS240   | Daniel Huber                                                                                                 | Domen Prevc                                                                                                  | Aleksander Zniszczoł                                                                                         |
| 28. März 2025         | Weltcup (Planica 7)                 | HS240   | Domen Prevc                                                                                                  | Anže Lanišek                                                                                                 | Ryōyū Kobayashi                                                                                              |
| 29. März 2025         | Weltcup (Planica 7)                 | HS240   | ÖsterreichDaniel Tschofenig Manuel Fettner Jan Hörl Stefan Kraft                                             | DeutschlandKarl Geiger Andreas Wellinger Pius Paschke Markus Eisenbichler                                    | SlowenienLovro Kos Domen Prevc Timi Zajc Anže Lanišek                                                        |
| 30. März 2025         | Weltcup (Planica 7)                 | HS240   | Anže Lanišek                                                                                                 | Domen Prevc                                                                                                  | Andreas Wellinger                                                                                            |